# Nils Politt
Pour les articles homonymes, voir Politt.
Nils Politt, né le 6 mars 1994 à Cologne, est un coureur cycliste allemand. Il a notamment terminé deuxième de Paris-Roubaix en 2019 et a remporté une étape du Tour de France 2021.

## Biographie
Nils Politt naît le 6 mars 1994 à Cologne en Allemagne. 
Il débute en cyclisme au club  RV Komet Delia 09 de Cologne en 2005. En catégorie junior, il est champion d'Allemagne de poursuite par équipes juniors en 2011 avec Stefan Schneider, Nils Schomber et Ruben Zepuntke, champion d'Allemagne de l'américaine en 2012 avec Nils Schomber, et deuxième du championnat d'Allemagne du contre-la-montre la même année.
Il est recruté en 2013 par l'équipe continentale Stölting. En 2015, il termine 3e de la Course des chats, puis 2e du Tour de Düren. Il devient Champion d'Allemagne sur route espoirs et termine 2e du championnat d'Allemagne du contre-la-montre espoirs. Ses bons résultats lui valent d'être choisi comme stagiaire par la WorldTeam russe Katusha du 1er août au 31 décembre. Sa première course est l'Eurométropole Tour, qu'il termine à la 21e place après d'incessantes attaques. Il devient professionnel en 2016 dans cette équipe qui l'engage pour deux ans.
Demandé à ses côtés par le sprinter Alexander Kristoff, il l'aide à prendre la deuxième place de Kuurne-Bruxelles-Kuurne. Il obtient de l'encadrement de l'équipe la possibilité de tenter sa chance lors des courses suivantes. Il est ainsi cinquième du Samin et est désigné leader de l'équipe aux Trois Jours de Flandre-Occidentale, dont il prend la troisième place. Il est ensuite neuvième des Trois Jours de La Panne. En juin, il prend la troisième place du championnat d'Allemagne contre-la-montre. Il connait ses premières sélection en équipe nationale en catégorie élite. Aux championnats d'Europe, il est onzième du contre-la-montre. En fin de saison, il participe pour la première fois aux championnats du monde en catégorie élite. Huitième du contre-la-montre par équipes avec Katusha, il dispute également la course en ligne avec l'équipe d'Allemagne.
En 2017, Nils Politt dispute son premier Tour de France, qu'il termine à la 95e place. L'intersaison qui suit voit Alexander Kristoff quitter Katusha-Alpecin, et Marcel Kittel le remplacer. Nils Politt est alors intégré au « train » chargé d'emmener les sprints de ce dernier. En mars, il termine deuxième d'une étape de Paris-Nice derrière Jérôme Cousin, avec lequel il s'est échappé,. Par la suite, il gagne la 4e étape du Tour d'Allemagne, course où il se classe deuxième du classement final.
En 2019, après une deuxième place lors du contre-la-montre de Paris-Nice derrière Simon Yates, il s'illustre sur les classiques flandriennes. Il se classe cinquième du Tour des Flandres et sixième de l'E3 BinckBank Classic. Le 14 avril, il termine deuxième de Paris-Roubaix, battu au sprint par Philippe Gilbert avec qui il s'était échappé en fin de course. En juin, il est huitième du contre-la-montre de Roanne lors du Critérium du Dauphiné, puis vice-champion d'Allemagne du contre-la-montre. En juillet, lors du Tour de France, dans la descente du col de Vars effectué lors de la dix-huitième étape, il est contrôlé à la vitesse de 101,5 km/h, ce qui fait de lui le premier coureur à franchir la barre des 100 km/h sur cette épreuve. Par la suite, il termine notamment cinquième du Tour de Grande-Bretagne.
En 2020, il rejoint l'équipe Israel Start-Up Nation, nouvellement promue en World Tour. Sa saison est décevante et il décide de rejoindre en 2021 l'équipe allemande Bora-Hansgrohe, où il signe pour trois ans.
En juillet 2021, il décroche son plus grand succès en carrière avec une victoire sur la 12e étape du Tour de France, après avoir réussi à se détacher de ses deux derniers compagnons d'échappée à douze kilomètres de l'arrivée. En août suivant, il remporte le classement général et une étape du Tour d'Allemagne. En 2022, il gagne le Tour de Cologne sa course à domicile. En juin, il devient en solitaire champion d'Allemagne sur route dans le Sauerland. 
En 2023, il est cette fois champion d'Allemagne du contre-la-montre et participe comme équipier au Tour de France, où il a une chance de remporter une étape dans un groupe d'échappée lors de la 19e étape, mais est retardé dans le final en raison d'une chaîne brisée.
Pour la saison 2024, Politt rejoint l'UAE Team Emirates. Avec sa nouvelle équipe, il réalise sa meilleure campagne de classique. Il termine deuxième du Circuit Het Nieuwsblad, troisième du Tour des Flandres et quatrième de Paris-Roubaix. Au Tour des Flandres, il bénéficie du déclassement de Michael Matthews, qui l'avait gêné dans le sprint pour la deuxième place. En juin de la même année, il conserve son titre de champion d'Allemagne du contre-la-montre. Lors du Tour de France, il travaille comme équipier de Tadej Pogačar qui survole l'épreuve. Lors de la montée du Col de la Bonette sur la 19e étape, Politt montre des qualités de grimpeurs en imposant un rythme rapide à l'avant du groupe du maillot jaune, qui distance tous les coéquipiers de Jonas Vingegaard. Politt est sélectionné pour la course sur route des Jeux olympique de Paris, où il est longtemps membre d'un groupe d'échappée, mais est distancé dans le final en raison de problèmes d'estomac. 

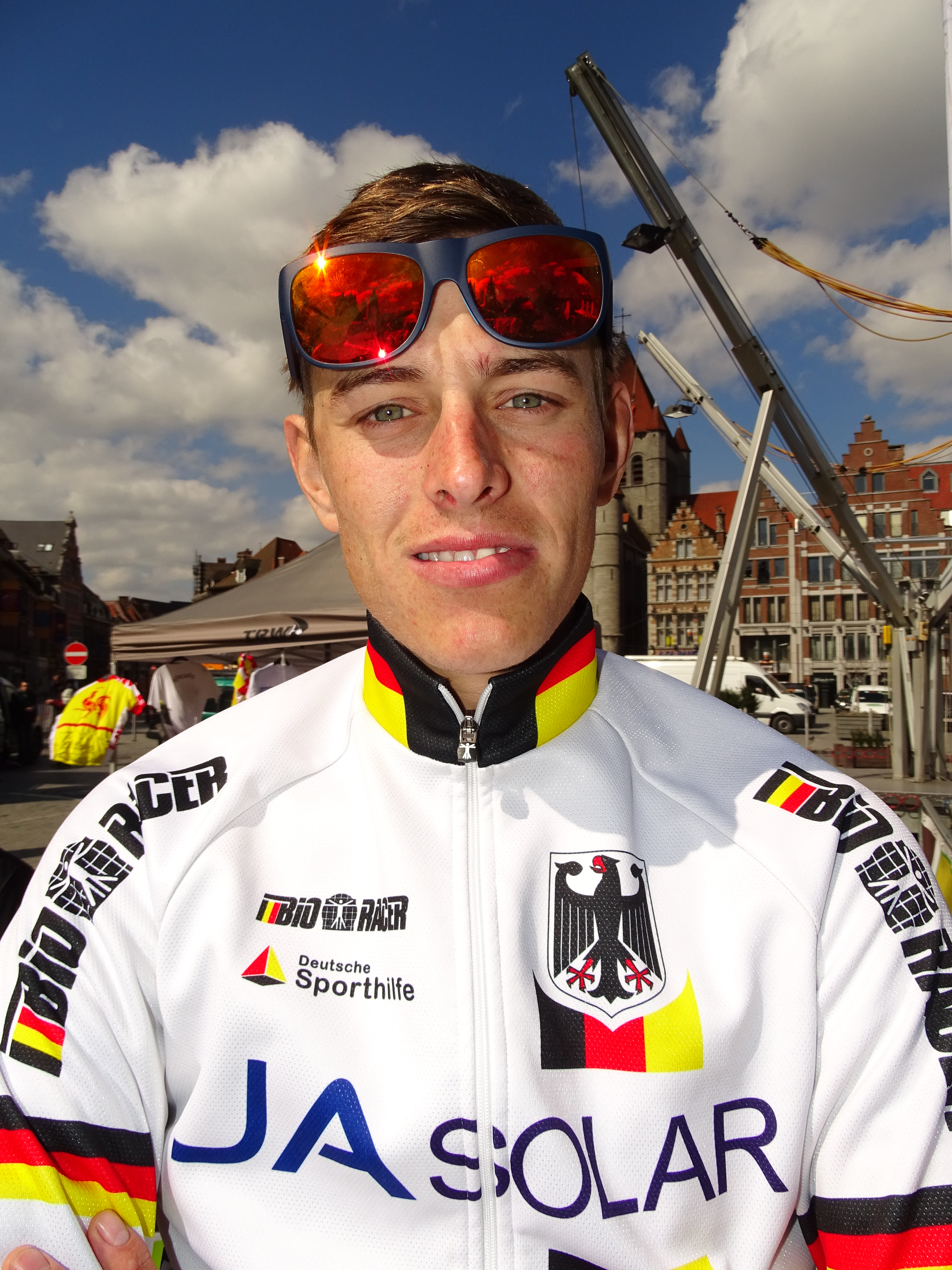
Nils Politt lors du départ de la 3e étape du Triptyque des Monts et Châteaux 2015 à Tournai.
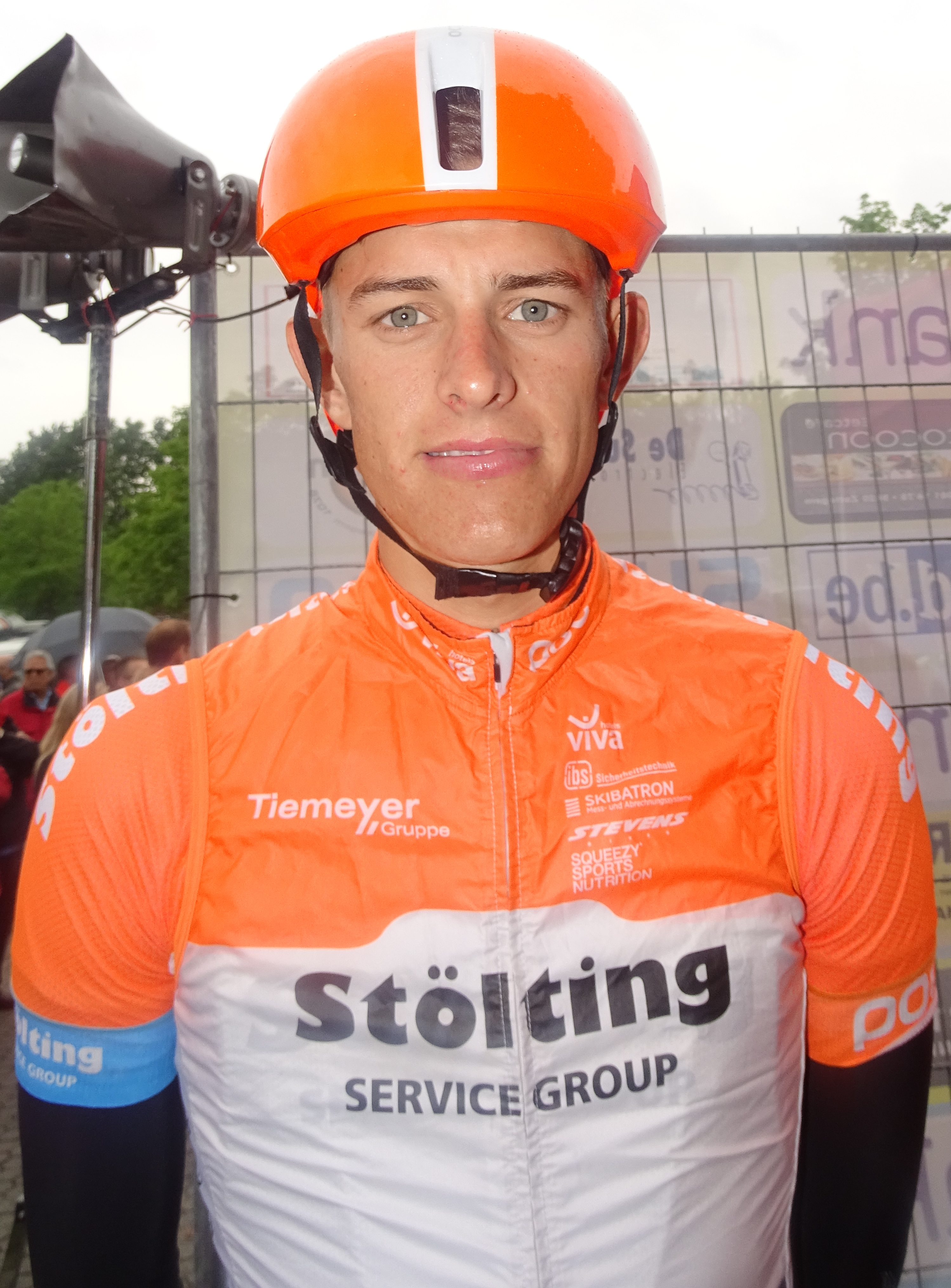
Nils Politt lors du départ du Grand Prix de la ville de Zottegem 2015.
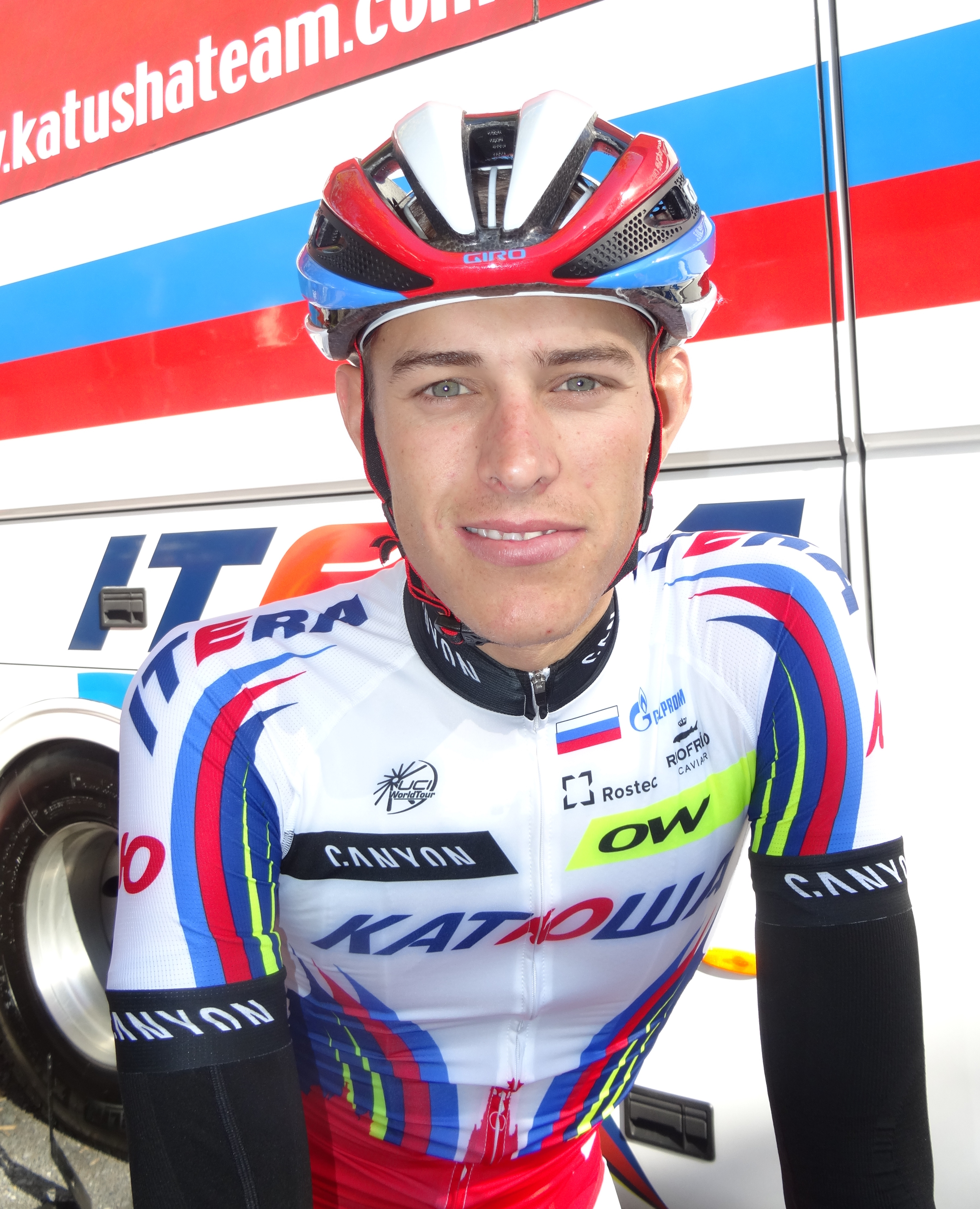
Nils Politt lors du départ de la 2e étape de l'Eurométropole Tour 2015 à Roubaix.
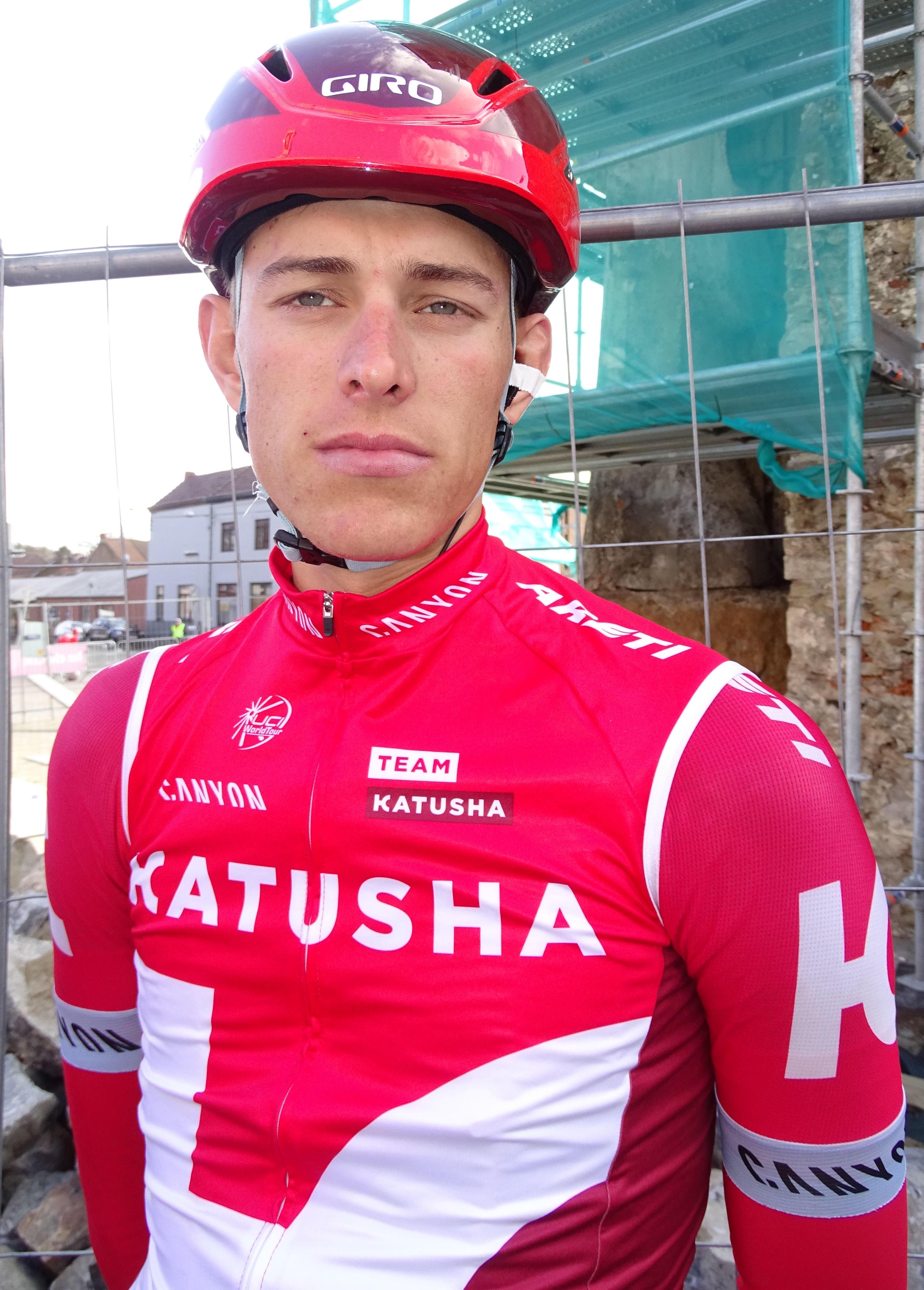
Nils Politt lors du départ du Samyn 2016 à Quaregnon.

## Palmarès sur route

### Palmarès amateur
- 2012[1]

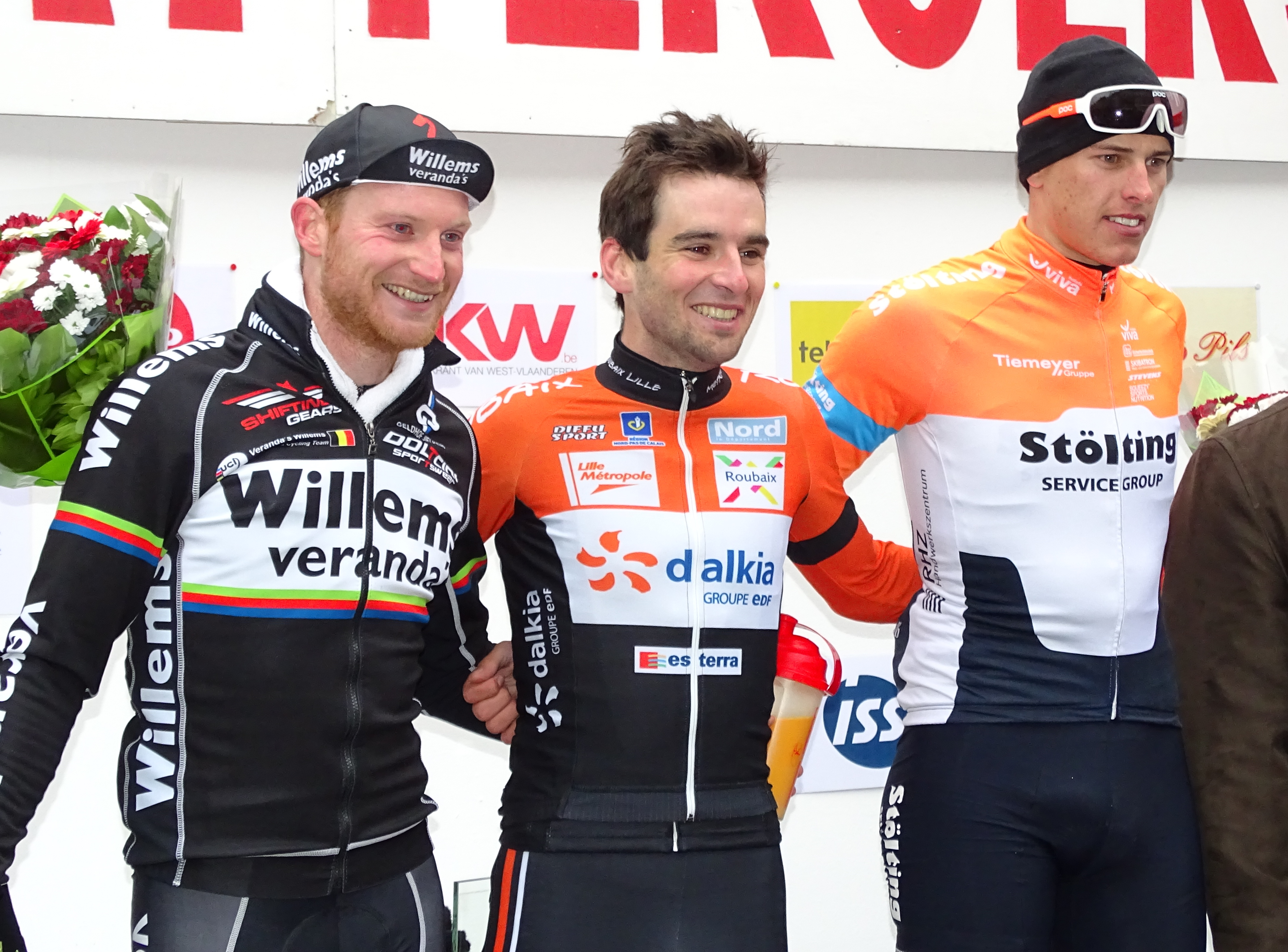
Podium de l'édition 2015 de la Course des chats : Joeri Calleeuw (2e), Baptiste Planckaert (1er) et Nils Politt (3e).

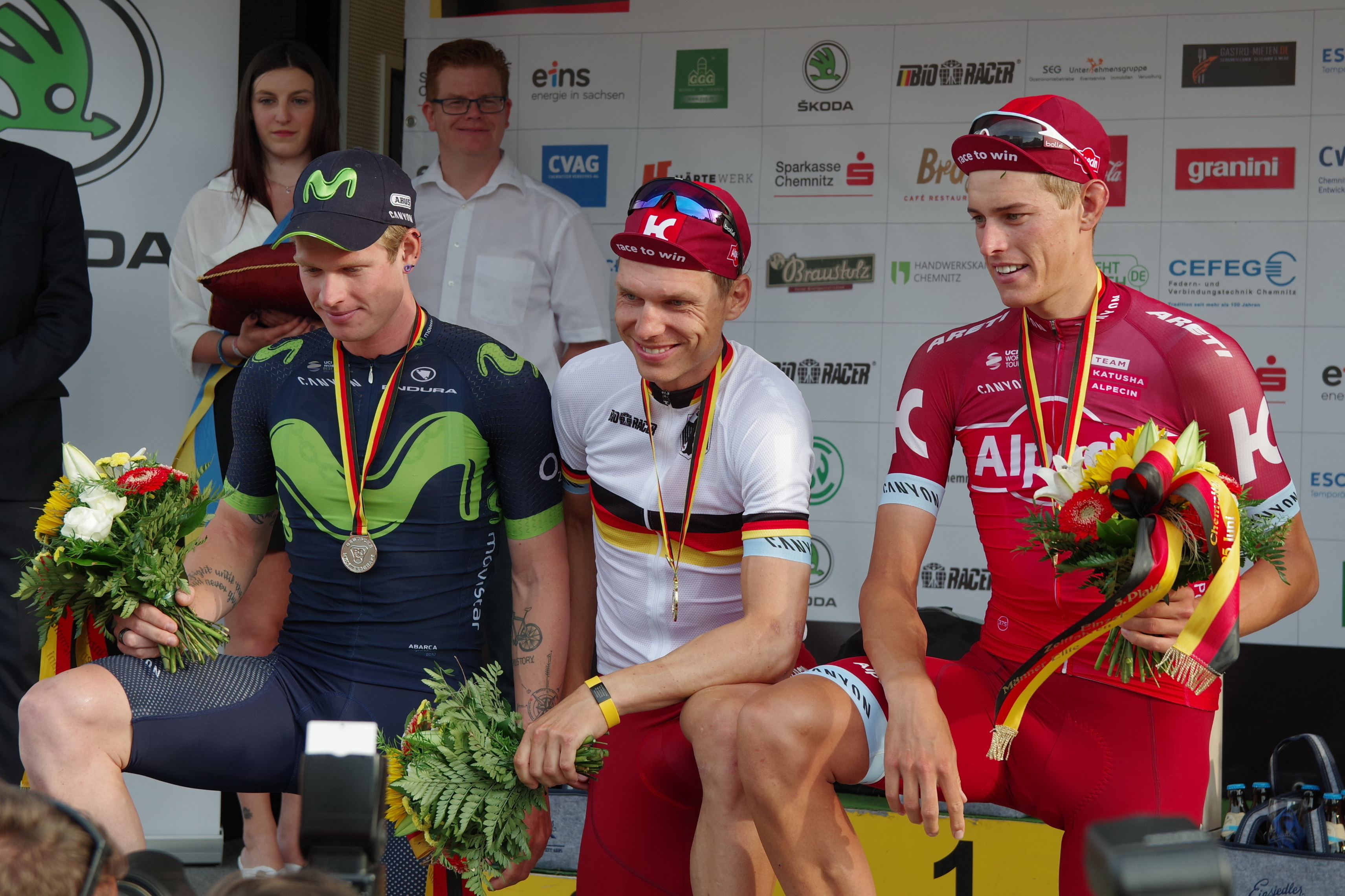
Podium de l'édition 2017 du championnat d'Allemagne du contre-la-montre : Jasha Sütterlin (2e), Tony Martin (1er) et Nils Politt (3e).

  - 2e du championnat d'Allemagne du contre-la-montre juniors
- 2013
  - 2e du championnat d'Allemagne du contre-la-montre espoirs
- 2014
  -  Champion d'Allemagne du contre-la-montre espoirs
  - 2e du Grand Prix de Francfort espoirs
  - 3e du Tour de Berlin
- 2015
  -  Champion d'Allemagne sur route espoirs
  - 2e du championnat d'Allemagne du contre-la-montre espoirs
  - 2e du Tour de Düren
  - 3e de la Course des chats
  - 3e du championnat d'Allemagne du contre-la-montre par équipes

### Palmarès professionnel
- 2016
  - 3e du championnat d'Allemagne du contre-la-montre
  - 3e des Trois Jours de Flandre-Occidentale
- 2017
  - 3e du championnat d'Allemagne du contre-la-montre
- 2018
  - 4e étape du Tour d'Allemagne
  - 2e du Tour d'Allemagne
  - 3e du Tour de Münster
  - 7e de Paris-Roubaix
- 2019
  - 2e de Paris-Roubaix
  - 2e du championnat d'Allemagne du contre-la-montre
  -  Médaillé d'argent du championnat du monde du contre-la-montre par équipes en relais mixte
  - 5e du Tour des Flandres
  - 6e de l'E3 BinckBank Classic
- 2021
  - 12e étape du Tour de France
  - Tour d'Allemagne : 
    - Classement général
    - 3e étape

  - 3e de l'Étoile de Bessèges
  - 10e du Circuit Het Nieuwsblad
- 2022
  -  Champion d'Allemagne sur route
  - Tour de Cologne
  - 5e d'À travers les Flandres
- 2023
  -  Champion d'Allemagne du contre-la-montre
  - 7e du Circuit Het Nieuwsblad
  - 8e de la Bemer Cyclassics
  - 10e d'À travers les Flandres
- 2024
  -  Champion d'Allemagne du contre-la-montre
  - 3e étape de Paris-Nice (contre-la-montre par équipes)
  -  Médaillé d'argent du championnat d'Europe du relais mixte contre-la-montre
  - 2e du Circuit Het Nieuwsblad
  - 3e du Tour des Flandres
  - 4e de Paris-Roubaix
  - 7e de l'E3 Saxo Bank Classic
  - 7e du championnat d'Europe du contre-la-montre

### Résultats sur les grands tours

#### Tour de France
9 participations
- 2017 : 95e
- 2018 : 87e
- 2019 : 64e
- 2020 : 120e
- 2021 : 50e, vainqueur de la 12e étape
- 2022 : 56e
- 2023 : 62e
- 2024 : 75e
- 2025 : 75e

### Classements mondiaux
| Année                                 | 2014 | 2015 | 2016 | 2017 | 2018 | 2019 | 2020 | 2021 | 2022 | 2023 | 2024 |
| ------------------------------------- | ---- | ---- | ---- | ---- | ---- | ---- | ---- | ---- | ---- | ---- | ---- |
| UCI World Tour                        |      |      | nc   | 217e | 115e |      |      |      |      |      |      |
| Classement mondial                    |      |      | 292e | 389e | 136e | 40e  | 543e | 83e  | 156e | 156e | 44e  |
| UCI Europe Tour                       | 256e | 383e | 150e | 361e | 140e | 30e  | 442e | 69e  | 129e | nc   | 35e  |
| UCI Asia Tour                         | nc   | nc   | 478e | nc   | 508e |      |      |      |      |      |      |
|                                       |      |      |      |      |      |      |      |      |      |      |      |
| Légende : nc = non classéSource : UCI |      |      |      |      |      |      |      |      |      |      |      |

## Palmarès sur piste

### Six jours
- 2020 : Brême (avec Kenny De Ketele)
- 2025 : Brême (avec Yoeri Havik)

### Championnats d'Allemagne
- 2011
  -  Champion d'Allemagne de poursuite par équipes juniors (avec Stefan Schneider, Nils Schomber et Ruben Zepuntke)
  - 2e du championnat d'Allemagne de l'américaine juniors
- 2012
  -  Champion d'Allemagne de l'américaine juniors (avec Nils Schomber)